# Bahnhof Steinsfurt
Der Bahnhof Steinsfurt ist der Bahnhof des Stadtteils Steinsfurt, welcher zur baden-württembergischen Stadt Sinsheim gehört. Im Bahnhof zweigt die Bahnstrecke Steinsfurt–Stebbach von der Elsenztalbahn (Heidelberg –) Neckargemünd – Bad Friedrichshall ab.
Der Bahnhof besitzt zwei Bahnsteiggleise. Er befindet sich im Übergangsgebiet zwischen dem Verkehrsverbund Rhein-Neckar (Tarifzone 186) und dem Heilbronner Nahverkehr (Tarifzone 401).

## Lage
Der Bahnhof liegt südwestlich des Steinsfurter Ortskerns in der Nähe der Evangelischen Kirche. Seine Anschrift lautet Ansbachstraße 33. Das Empfangsgebäude befindet sich zusammen mit der Bushaltestelle und dem Vorplatz des Bahnhofs auf der östlichen Seite der Gleise, wo auch ein P+R-Parkplatz mit rund 100 Stellplätzen (sowie zwei Behindertenparkplätzen) vorhanden ist. Neben dem Empfangsgebäude befinden sich auch rund 40 überdachte Fahrradabstellplätze. Im Süden des Bahnhofsgeländes überquert die Ansbachstraße die Bahngleise mittels eines Bahnüberganges. Die Ansbachstraße verbindet den Bahnhof auch mit der Ortsmitte. Westlich wird der Bahnhof durch einen bewachsenen Hang begrenzt, auf welchem die Schulstraße und die Giebelstraße verlaufen. Diese beiden Straßen münden in die Pfohlhofstraße ein, welche im Norden des Bahnhofs die Gleise mit einer Brücke überspannt. Eine Treppe verbindet die Bahnsteige mit der Schulstraße.

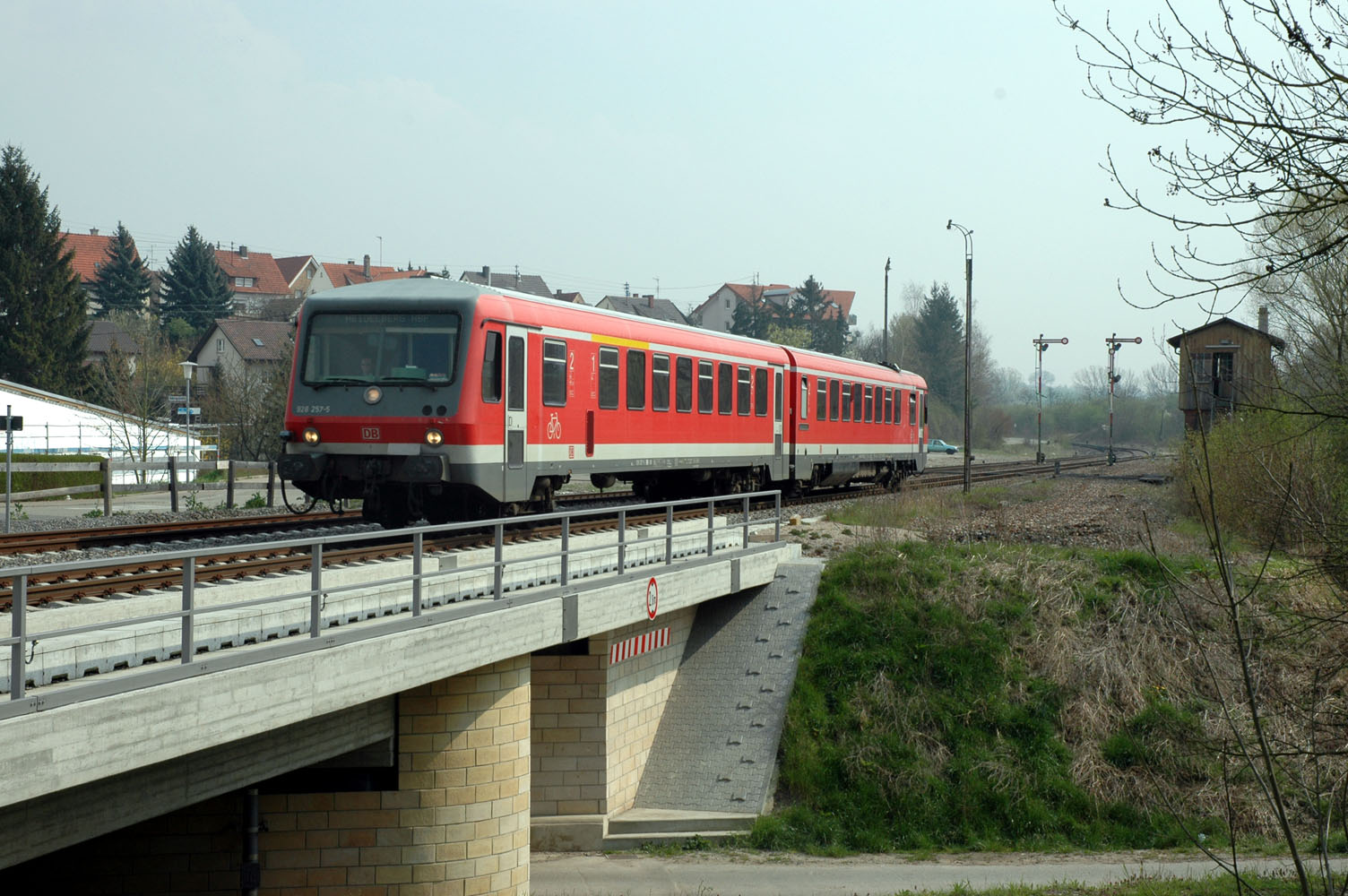
Zug auf der Brücke über die Elsenz, vor der Elektrifizierung (2007)

Der Bahnhof selbst ist als Trennungsbahnhof angelegt und befindet sich am Streckenkilometer 12,913 der Elsenztalbahn (VzG-Streckennummer 4114). Diese ist im Bereich um Steinsfurt als eingleisige und elektrifizierte Hauptbahn ausgebaut. Der Nullpunkt der Kilometrierung dieser Strecke befindet sich in Meckesheim. Gleichzeitig ist der Bahnhof auch Ausgangspunkt (Streckenkilometer 0,0) der hier abzweigenden Bahnstrecke Steinsfurt–Stebbach (VzG-Streckennummer 4115). Die Gleise beider Strecken überqueren südlich der Bahnsteige auf einer Brücke die Elsenz.
Die benachbarten Betriebsstellen sind in Richtung Bad Friedrichshall der rund 7 km entfernte Bahnhof Grombach, in Richtung Eppingen der 2,5 km entfernte Haltepunkt Reihen und in Richtung Neckargemünd der nur rund 800 m entfernte Haltepunkt Sinsheim Museum/Arena. Dieser ist als Bahnhofsteil (Bft) dem Bahnhof Steinsfurt angeschlossen.

## Geschichte

### Anfangszeit
Bereits im Jahre 1862 eröffneten die Großherzoglich Badischen Staatseisenbahnen die Elsenztalbahn auf dem Abschnitt von Heidelberg über Neckargemünd bis Meckesheim, um die Gegend des südlichen Odenwaldes an das Schienennetz anschließen zu können. Am 18. Juni 1868 folgte dann auch die Eröffnungsfahrt auf der Erweiterung über Sinsheim und Steinsfurt bis Bad Rappenau. Sechs Tage später wurde die Strecke zusammen mit dem Bahnhof der damals noch eigenständigen Gemeinde Steinsfurt dem öffentlichen Verkehr übergeben.
Die Eröffnung des Bahnhofs brachte einen wirtschaftlichen Aufschwung für die damals arme und von der Landwirtschaft geprägte Gemeinde. Mit dem Bau der Bahnstrecke bei Steinsfurt war auch der Betrieb von Steinbrüchen in der Nähe des Dorfes verbunden. Aufgrund seiner Bedeutung für den Ort war der Bahnhof oft auch Motiv für Ansichtskarten aus Steinsfurt.
Am 5. August 1869 wurde die Verlängerung von Bad Rappenau bis nach Jagstfeld in Betrieb genommen, wo Anschluss an das Schienennetz der Königlich Württembergischen Staats-Eisenbahnen (K. W. St. E.) bestand. Somit waren Zugverbindungen vom badischen Heidelberg über Steinsfurt bis ins württembergische Heilbronn möglich.
Wenig später kamen Ideen zum Bau einer Verbindungsbahn von der Kraichgaubahn bei Eppingen über Steinsfurt und weiter nach Helmstadt oder Waibstadt auf, um dort an die Badische Odenwaldbahn nach Mosbach anzuschließen. Nach Eingaben der umliegenden Gemeinden und unter Kenntnisnahme der verkehrstechnischen Vorteile für das Großherzogtum Baden – die Strecke konnte durchgehend über badische Gebiete geführt werden – stimmte die badische Regierung 1879 einer Strecke von Eppingen bis Steinsfurt zu. Nach Überwindung einer finanziellen Krise kam es 1897 zu einem Regierungsbeschluss für den Bahnbau, welcher am 25. Februar 1898 auch per Gesetz beschlossen wurde. So konnte am 15. Juni 1898 mit den Bauarbeiten für die 12,86 km lange Seitenbahn Eppingen–Steinsfurt begonnen werden. Nach etwas mehr als zwei Jahren Bauzeit konnte sie am 15. November 1900 schließlich eingeweiht werden.
Von Anfang an war jedoch der Bahnhof in Sinsheim Ausgangspunkt für die Züge in Richtung Eppingen. Während dort die Gleisanlagen großzügig ausgebaut wurden, blieb Steinsfurt ein eher kleinerer Unterwegshalt. Die Verlängerung von Steinsfurt nach Helmstadt oder Waibstadt wurde nicht verwirklicht, nachdem diese schon 1879 als unwirtschaftlich in Frage gestellt wurde.

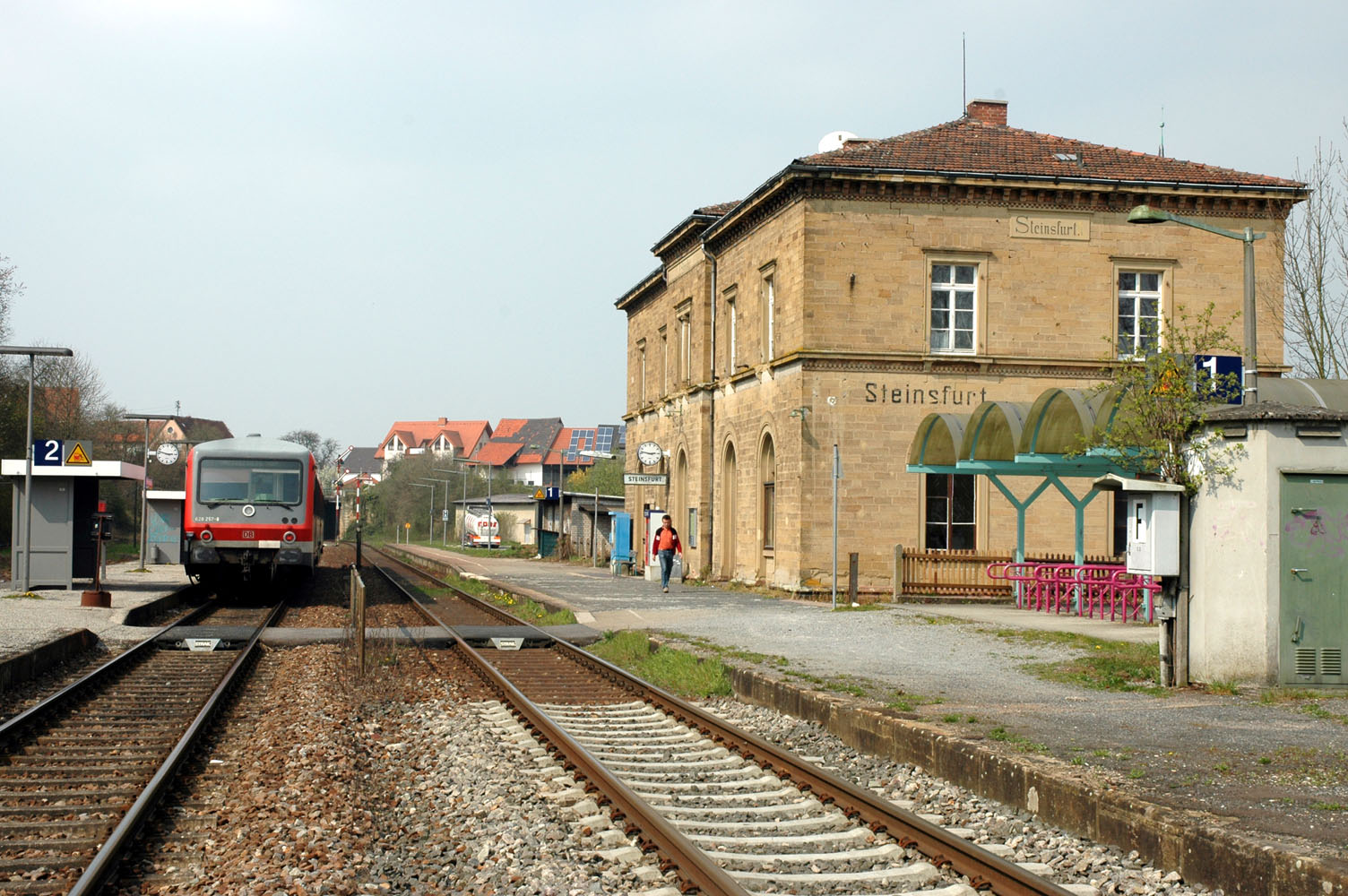
Regionalbahn in Steinsfurt vor der Elektrifizierung (2007)

### Weitere Entwicklung
Für das Jahr 1914 sind 32 Personenzüge täglich für den Bahnhof Steinsfurt verzeichnet, wobei die Hälfte der Züge ab Steinsfurt weiter in Richtung Eppingen fuhr und die andere Hälfte die Strecke in Richtung Jagstfeld bediente. In den Sommerfahrplänen von 1939 und 1941 bedienten werktags 26 Personenzüge den Bahnhof. Bis 1943 wurde die Anzahl der werktäglich verkehrenden Züge auf 20 verringert. Dies änderte sich auch im Kursbuch von 1944 nicht.
Ab Mitte der 1950er Jahre bemühte sich die Deutsche Bundesbahn, von Dampfloks bespannte Personenzüge durch Uerdinger Schienenbusse (VT 95 und VT 98) oder durch diesellokgeführte Personenzüge zu ersetzen.
Am 1. Januar 1973 wurde Steinsfurt nach Sinsheim eingemeindet. Auf eine Umbenennung des Bahnhofs in Sinsheim-Steinsfurt wurde – wie auch schon bei den Eingemeindungen von Hoffenheim und Reihen nach Sinsheim – verzichtet.
Eine für 1976 angedachte Einstellung des Verkehrs auf der Strecke nach Eppingen konnte nach Protesten der Anliegergemeinden abgewendet werden.
Im Jahr 2004 wurde die marode Brücke über die Elsenz durch eine Neue ersetzt. Im Zuge dieser Maßnahme wurde auch das bisherige, beidseitig angebundene Ausweichgleis (Gleis 3) abgebaut, welches aber wenig später (siehe unten) teilweise wieder aufgebaut wurde.
Seit dem 1. September 2007 ist der Bahnhof als rauchfrei ausgewiesen.

### Ausbau für den S-Bahn-Verkehr
Bis 2009 konnten im Bahnhof Steinsfurt mangels Elektrifizierung nur dieselbetriebene Züge verkehren. Dabei kamen Dieseltriebwagen der Baureihe 628 und Triebfahrzeuge der Baureihe 218 vor n-Wagen zum Einsatz. Im Sommer 2009 wurde der Bahnhof dann im Rahmen des Projektes „Elektrifizierung und Ausbau der Nahverkehrsinfrastruktur auf der Elsenztal- und Schwarzbachtalbahn“ innerhalb der Zweiten Ausbaustufe der S-Bahn RheinNeckar für den S-Bahn-Verkehr ertüchtigt. Im Bereich der Brücke der Pfohlhofstraße musste das Gleis um 60 cm bis 1,10 m abgesenkt werden, um Platz für die Oberleitung zu schaffen. Auch wurde die Höhe der Bahnsteige auf die Einstiegshöhe der Bahnen angepasst, womit ein barrierefreier Einstieg ermöglicht wurde. Zusätzlich ermöglichen die neuen Bahnsteigzugänge ein barrierefreies Erreichen aller Bahnsteige. Die Bahnsteigausstattung wurde erneuert, so wurden beispielsweise neue, gläserne Unterstände für wartende Reisende eingebaut.
Verbunden mit dem Aufstieg der TSG 1899 Hoffenheim in die Erste Fußball-Bundesliga war auch ein Anstieg von Sonderzugverkehren bei Heimspielen in der Rhein-Neckar-Arena. Die Sonderzüge fahren zwar den Haltepunkt Sinsheim Museum/Arena an, jedoch musste im Bahnhof von Steinsfurt ein Abstellgleis (Gleis 3) neu verlegt werden, um die Sonderzüge während der Spielzeit abstellen zu können. Nach Spielende wird der Zug wieder zum Haltepunkt an der Arena zurückrangiert. Gleis 3 ist als Stumpfgleis ausgeführt und aus Richtung Sinsheim angebunden. Es besitzt keine Bahnsteigkante.
Seit dem Fahrplanwechsel 2009/2010 im Dezember 2009 bedient die Linie S5 der S-Bahn RheinNeckar den Bahnhof von Steinsfurt. Damit einher gingen längere Betriebszeiten, vor allem in den Abend- und Nachtstunden, sowie minimal kürzere Fahrzeiten.

### Steinsfurt als Halt der Stadtbahn Heilbronn
Nach einer umfassenden Sanierung des Streckenabschnittes Steinsfurt – Bad Friedrichshall konnte zum Fahrplanwechsel 2014/2015 im Dezember 2014 die Stadtbahnlinie S42 auf dem Abschnitt von Sinsheim über Steinsfurt nach Bad Rappenau in Betrieb genommen werden, bevor diese zum Frühjahr 2015 bis Heilbronn Hauptbahnhof/Willy-Brandt-Platz verlängert werden konnte und seitdem auf ganzer Länge betrieben wird. Die Stadtbahn bietet die Möglichkeit, von Steinsfurt ohne Umsteigen bis in die Heilbronner Innenstadt fahren zu können.

## Bahnanlagen

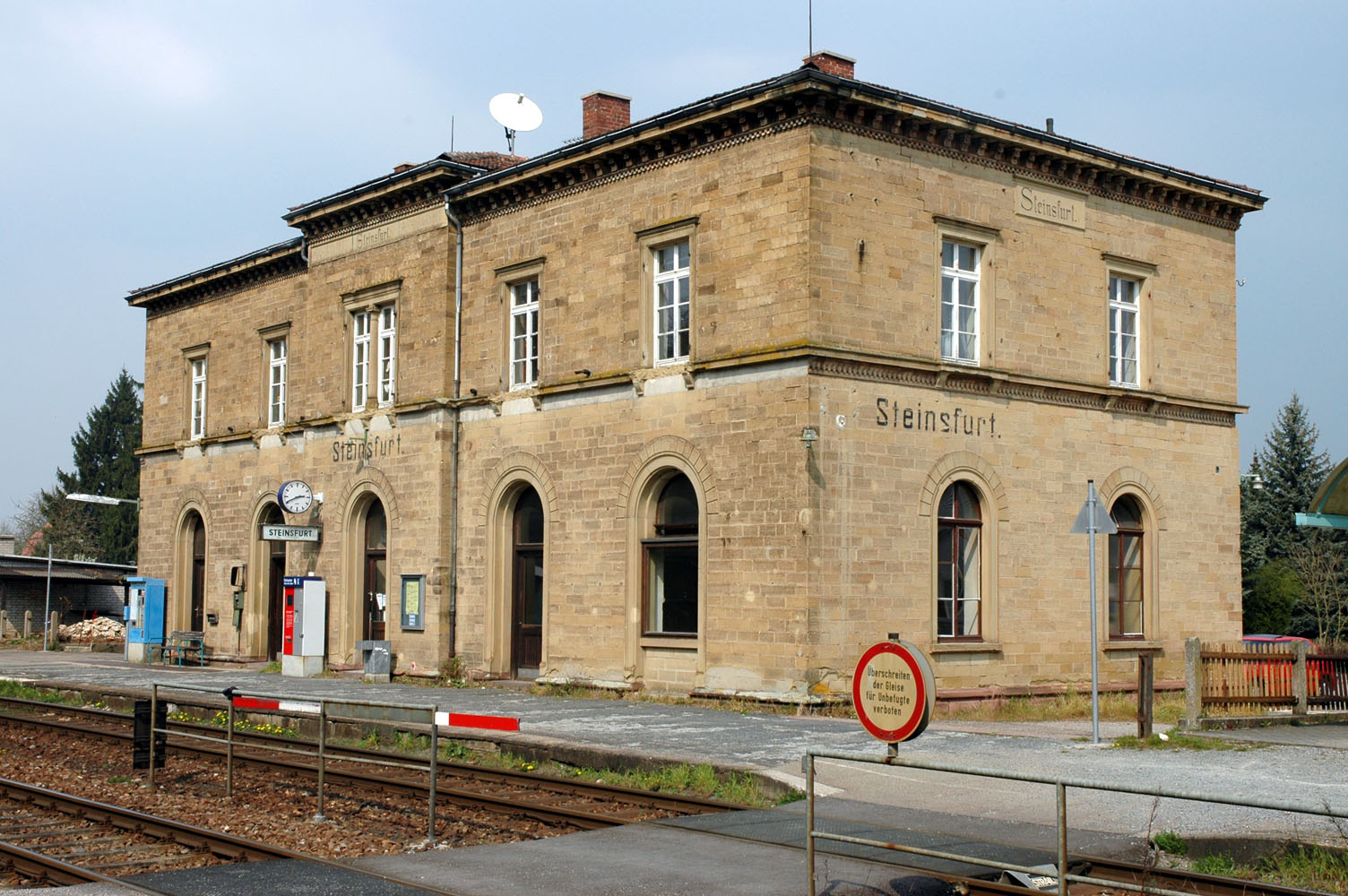
Das Empfangsgebäude vor der Sanierung (2007)

### Empfangsgebäude
Das zweigeschossige Empfangsgebäude stammt aus der Zeit des Eisenbahnbaus und wurde aus Sandstein errichtet. Das Gebäude besitzt ein mit roten Dachziegeln gedecktes Walmdach. Alle Elemente sind weitestgehend symmetrisch angeordnet. Früher führten vier Türen aus dem Gebäude auf den Hausbahnsteig. Im Zuge der Ertüchtigung des Bahnhofs für den S-Bahn-Verkehr wurde das Gebäude umfassend saniert. Heute wird es privat bewohnt.

### Stellwerke

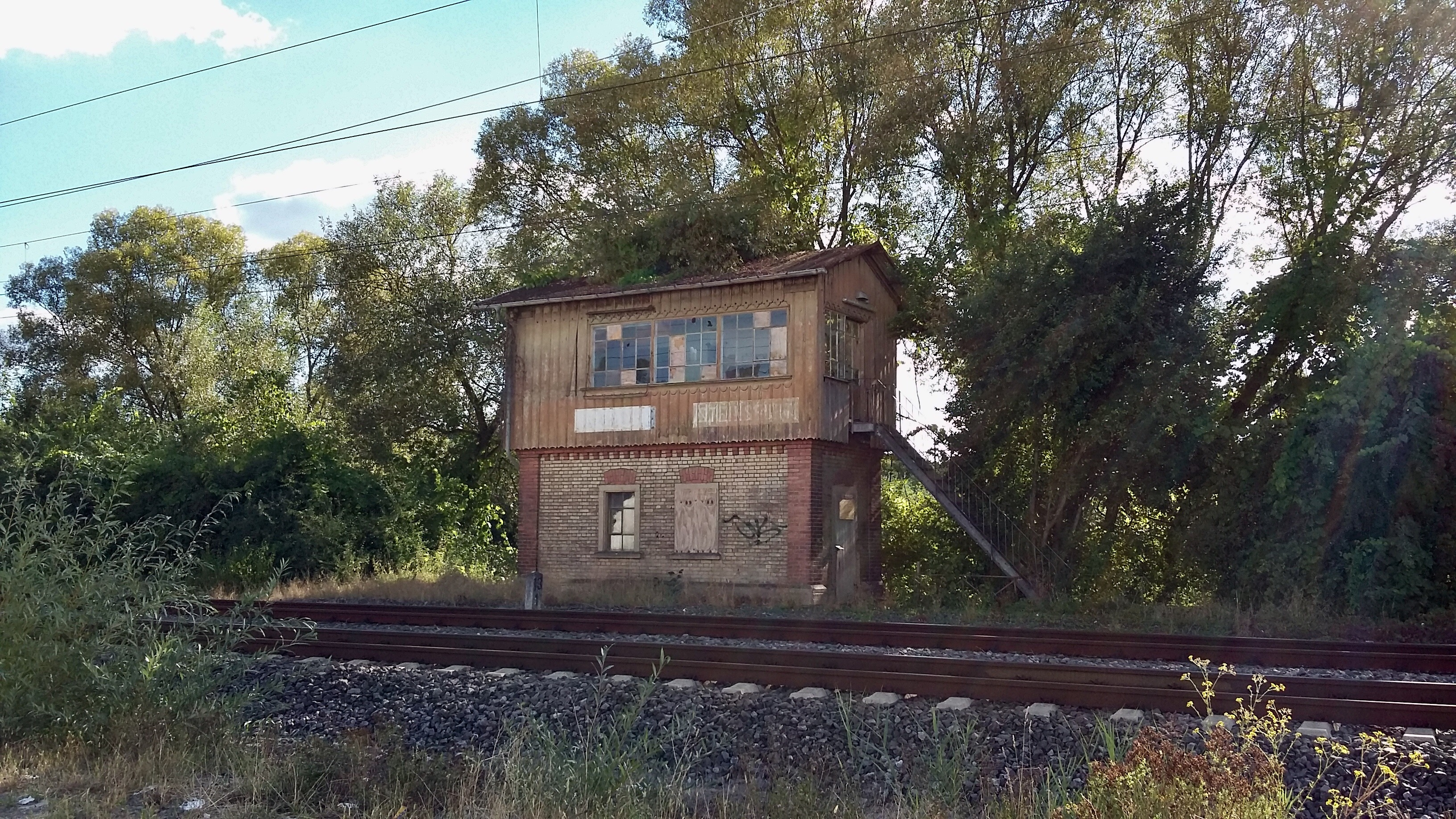
Das ehemalige und heute noch erhaltene Stellwerk 2

Bis zum 24. Oktober 2008 waren zwei mechanische Stellwerke für den Betrieb im Bahnhof Steinsfurt verantwortlich. Ein Fahrdienstleiter (Fdl) und ein Weichenwärter (Ww) taten auf diesen Stellwerken Dienst. Mit Inbetriebnahme des Elektronischen Stellwerks „Elsenztal“ wurden diese jedoch überflüssig. Seitdem wird der Bahnhof durch den Fahrdienstleiter Meckesheim 2 von der Betriebszentrale Karlsruhe aus ferngesteuert. Gleichzeitig wurden auch die im Bahnhof bis dahin noch vorhandenen Formsignale durch moderne Lichtsignale ersetzt sowie der Bahnübergang der Ansbachstraße erneuert. Das ehemalige Stellwerk 2 ist allerdings noch erhalten.

### Gleisanlagen
- Gleis 1 ist das durchgehende Hauptgleis Neckargemünd – Bad Friedrichshall.
- Gleis 2 ist das hier abzweigende Hauptgleis nach Eppingen.
- Gleis 3 wird zum Abstellen von Fußball-Sonderzügen für die Bundesliga-Heimspiele der TSG 1899 Hoffenheim genutzt.

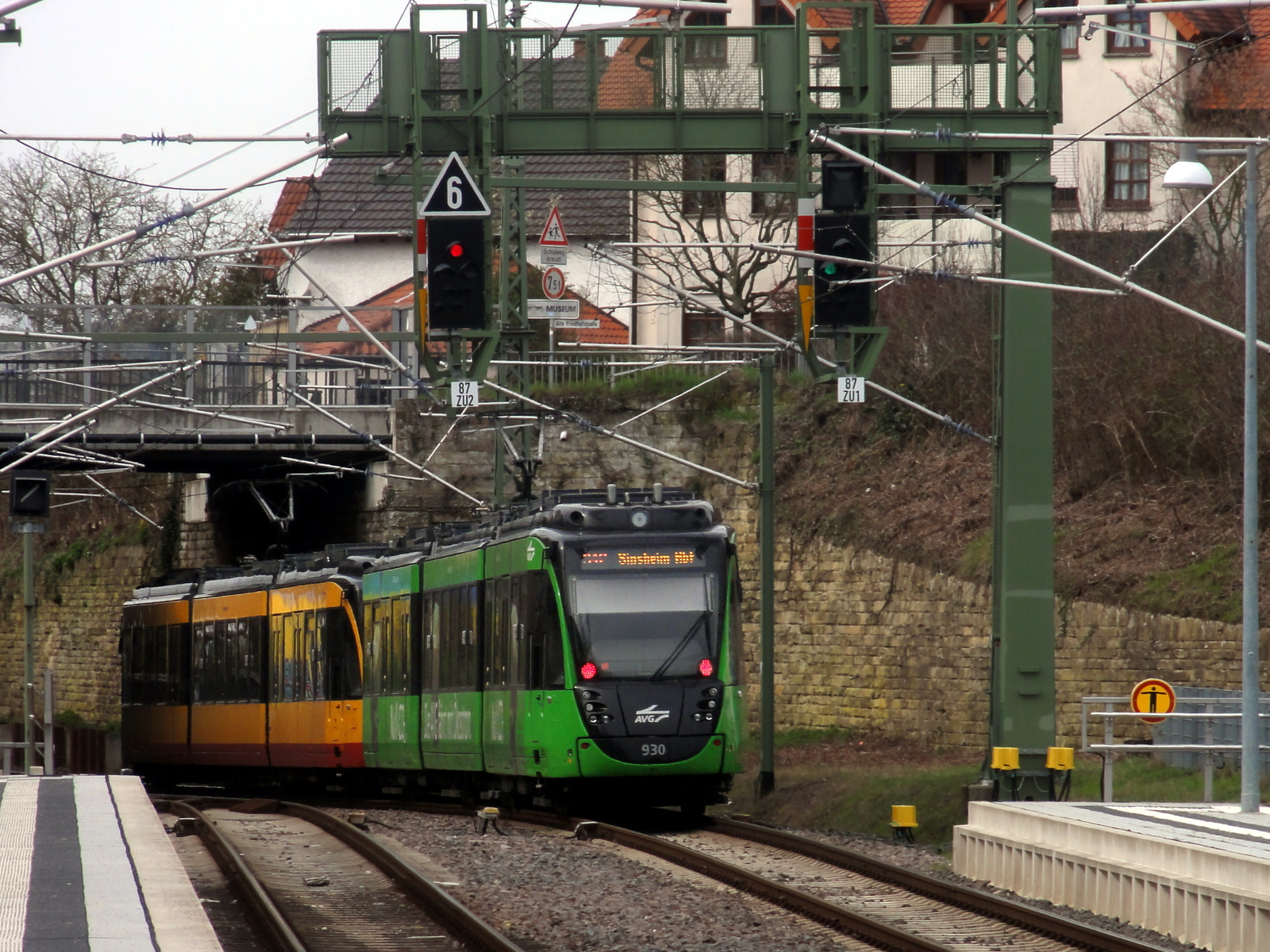
Ausfahrende S42 nach Sinsheim

Bahnsteig 1 ist der Hausbahnsteig des Bahnhofs, der Bahnsteig 2 ist als Zwischenbahnsteig angelegt, besitzt allerdings nur eine Bahnsteigkante zum Gleis 2 hin.
Ein früherer Gleisanschluss von Gleis 1 zu einem angrenzenden Betrieb besteht heute nicht mehr.

### Bahnsteige
| Gleis | Nutzbare Länge | Bahnsteighöhe | hauptsächliche Nutzung                         |
| ----- | -------------- | ------------- | ---------------------------------------------- |
| 1     | 140 m          | 55 cm         | Stadtbahnen in Richtung Heilbronn und Sinsheim |
| 2     | 140 m          | 76 cm         | S-Bahnen in Richtung Heidelberg und Eppingen   |

## Verkehr

### Bahnverkehr
Im Fahrplanjahr 2016/2017 bedienen an Werktagen 77 Züge den Bahnhof.
Der Bahnhof wird hauptsächlich von S-Bahnen der von der Deutschen Bahn AG betriebenen S-Bahn RheinNeckar und von Stadtbahnen der Albtal-Verkehrs-Gesellschaft angefahren. In den Tagesrandzeiten halten vereinzelt auch einige Regional-Express-Züge der DB Regio in Steinsfurt, die den Bahnhof sonst ohne Halt durchfahren.
Zum Einsatz kommen hauptsächlich Triebwagen der Baureihen 425 (S5 und RE 2) und Zweisystemwagen des Typs ET 2010 (S42). Einzelne Leistungen auf dem RE 2 werden allerdings auch mit Wendezügen, bestehend aus Triebfahrzeugen der Baureihe 111 und n-Wagen, gefahren.
| Linie  | Strecke | Takt          |
| ------ | --- | ------------- |
| RE 10b | Mannheim Hbf – Heidelberg Hbf – Meckesheim – Sinsheim (Elsenz) Hbf – (Steinsfurt –) Bad Rappenau – Bad Wimpfen – Bad Friedrichshall Hbf – Neckarsulm – Heilbronn Hbf | zweistündlich |
| S 5    | Heidelberg Hbf – Heidelberg-Weststadt/Südstadt – Heidelberg-Altstadt – Heidelberg-Schlierbach/Ziegelhausen – Heidelberg Orthopädie – Neckargemünd – Bammental – Reilsheim – Mauer (b Heidelberg) – Meckesheim – Zuzenhausen – Hoffenheim – Sinsheim (Elsenz) Hbf – Sinsheim Museum/Arena – Steinsfurt – Reihen – Ittlingen – Richen – Eppingen Heidelberg–Meckesheim teilweise vereinigt mit S 51 nach Aglasterhausen Stand: Fahrplanwechsel Dezember 2021 | 30/60 min     |
| S 42   | Sinsheim (Elsenz) Hbf – Steinsfurt – Grombach – Babstadt – Bad Rappenau – Bad Wimpfen-Hohenstadt – Bad Wimpfen – Bad Friedrichshall Hbf – Neckarsulm – Heilbronn Hbf/Willy-Brandt-Platz | 60/120 min    |

(Stand 2021)

### Anbindung an das Stadtbusnetz
Montags bis freitags wird die Haltestelle Steinsfurt, Bahnhof ungefähr stündlich von Niederflur-Stadtbussen der Linie 765 der PalatinaBus angefahren. An Samstagen verkehren diese im Zweistundentakt.
| Linie | Strecke |
| ----- | --- |
| 765   | Sinsheim, Hbf → Messe → Auto-Technik-Museum → Steinsfurt, Bahnhof → Adersbach → Hasselbach → Ehrstädt → Steinsfurt, Bahnhof → Auto-Technik-Museum → Messe → Sinsheim, Hbf |

Nachts, an Samstagnachmittagen und sonntags ganztägig wird die Linie 765 durch ein Ruftaxi mit der Nummer 7956 ersetzt, welches von Taxi Streib aus Sinsheim betrieben wird. Das Ruftaxi fährt zusätzlich noch den Sinsheimer Stadtteil Reihen an.
An Schultagen verkehrt zusätzlich morgens eine Fahrt der Linie 767 ab dem Steinsfurter Bahnhof.
| Linie | Strecke                                                       |
| ----- | ------------------------------------------------------------- |
| 767   | Steinsfurt, Bahnhof → Rohrbach → Klostermühle → Sinsheim, Hbf |